# Torkel Sjöström
Torkel Valfridsson Sjöström, född 16 april 1917 i Stockholm, död 26 november 2004, var en svensk arkitekt.
Sjöström, som var son till apotekare F.W. Sjöström och Villy Karlsson, avlade studentexamen i Umeå 1939 och utexaminerades från Chalmers tekniska högskola 1945. Han blev arkitekt hos arkitekt Axel Forssén i Göteborg 1944, vid stadsarkitektkontoret i Östersund 1947, vid länsarkitektkontoret i Umeå 1949 och bedrev även egen arkitektverksamhet från 1953. Han var stadsarkitekt i ett flertal kommuner i Västerbottens län. Han ritade bland annat Storumans kåtakyrka (1982). Sjöström är begravd på Förslövs kyrkogård.